# Rumburk (zámek)
Zámek Rumburk je zámecká budova ve severočeském Rumburku. Zámecký areál je chráněn jako kulturní památka.

## Historie

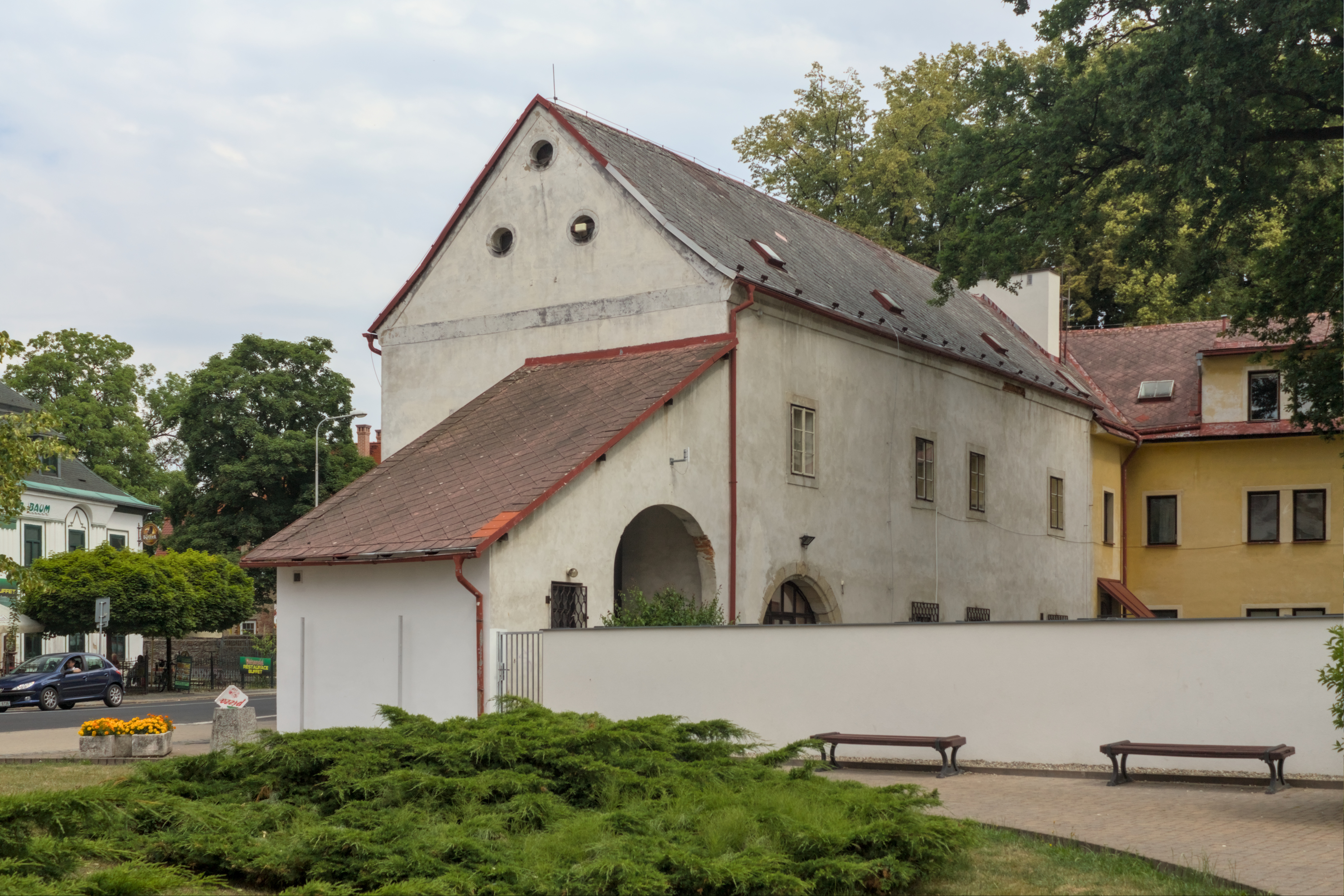
Vstupní část do areálu zámku z Jiříkovské ulice

Dochované písemné prameny dokládají jeho zdejší existenci již na počátku 16. století, přibližně okolo roku 1555. Zámek sloužil nejdříve jako sídlo pro zdejší tolštejnskou vrchnost.
Zámek byl dostavěn v roce 1571, v roce 1642 jej během třicetileté války vypálila švédská vojska. V roce 1683 proběhla jeho barokní obnova, znovu byl obnoven po dalším zničujícím požáru téměř celého města v roce 1724. V 18. století ale přestal sloužit svému původnímu účelu šlechtického sídla. Od 2. poloviny 19. století zde sídlily úřady a později i soud. 
Po porážce rumburské vojenské vzpoury v roce 1918, zde byli souzeni někteří její účastníci a tři z nich Vojtěch Kovář, Stanko Vodička a František Noha odsouzeni k trestu smrti a popraveni za rumburským hřbitovem. Tyto události připomíná pamětní deska vedle vstupu do zámku. Tyto změny se odrazily zejména v interiéru budovy. Z původní stavby se do dnešních dob zachoval pouze hlavní portál a obvodové zdi v nižších podlažích.
Při jeho přestavbě byla odstraněna velká část renesanční výzdoby, to znamená že architektonicky není příliš zajímavý. Za zmínku stojí pouze portály a štuková výzdoba. Velmi pozoruhodné jsou ale klenby s lunetami v některých místnostech.

### Barokní přestavba
Zámek byl sice v 18. století barokně přestavěn, ale zachoval si zřetelně renesanční kompozici staveb. Okolo nádvoří stály tři samostatné budovy (dnes všechny propojené, tento stav je výsledkem úprav v moderní době) sídlo panské správy, hospodářská budova a vlastní zámek. Na nádvoří vedly tři vjezdy. Dva z dnešní Jiříkovské ulice protínaly budovu panské správy, přičemž ani jeden dnes neslouží svému účelu. Levý vjezd byl zazděn v dřívějších dobách, pravý sloužil svému účelu do 90. let minulého století, kdy byl zaslepen, zasklen a slouží jako dílna odborného výcviku. Současný vjezd na nádvoří je výsledkem posledních úprav. Třetí vjezd vedl od pivovaru a protínal hospodářskou budovu. Renesanci připomíná jeden z portálů na nádvoří s erbem některého šlechtického rodu.
Při přestavbě si budova zámku zachovala jednoduchý obdélníkový půdorys, strohou a staticky působící kompozici. Oproti renesanci byla jednotlivá patra zvýšena, rozčleněna pásovými římsami a opatřena dvojitými okny. Barokní malířská výzdoba se nedochovala vůbec. Původní je barokní zdivo kolem vjezdů na nádvoří z Jiříkovské ulice, dva portály na nádvoří a restaurováno bylo barokní štukování. Jeden barokní portál je u vchodu do zámecké budovy. Druhý portál je ozdoben erbem Lichtenštejnů s latinským nápisem: „Aedificatum sub glorioso regimine principis Aloisii de Liechtenstein ducis Oppaviae et Krnoviae“ (vybudováno pod slavnou vládou knížete Aloise z Lichtenštejna, vévody opavského a krnovského). Původně byl tento portál umístěn z vnější strany hospodářské budovy u vjezdu do zámku z pivovaru. Průjezd byl v moderní době zazděn a portál přemístěn na nádvoří. 
4. dubna 1730 zde ve věku 64 zemřela kněžna Kristýna Tereza z Lichtenštejna a byla pohřbena v rumburském klášteře menších bratří kapucínů, který nechal v letech 1683–1690 vystavět Antonín Florián z Lichtenštejna.

### Současnost
Budova přestala brzy sloužit k reprezentativním účelům. Nejdříve zde sídlilo hejtmanství, potom soud, kde byli souzeni příslušníci Rumburské vzpoury. Od padesátých let minulého století slouží budova zámku školství. Počátkem osmdesátých let se začala psát historie polygrafická. V devadesátých letech byl areál přestavěn. Budova zámku byla spojovací budovou propojena s bývalou hospodářskou budovou, která byla zvýšena o jedno patro. Jak již bylo uvedeno, změnil se také vjezd na nádvoří. Vznikla tak Střední odborná škola mediální grafiky a polygrafie Rumburk .

## Pověst
K zámku se váže legenda. V roce 1680 vypuklo na panství Lipová velké nevolnické povstání, které bylo krvavě potlačeno. Traduje se, že v mnoha chalupách Šluknovska museli mezi sebou losovat otec a syn, kdo bude popraven. Tak prý také na nádvoří rumburského zámku hráli o život hru v kostky otec a syn Hampelovi z Podluží. Syn, který hodil dvanáct, hrůzou omdlel, a když se probral, spatřil svého otce na šibenici.[zdroj?]